# Isodendrion longifolium
Isodendrion longifolium är en violväxtart som beskrevs av Asa Gray. Isodendrion longifolium ingår i släktet Isodendrion och familjen violväxter. Inga underarter finns listade i Catalogue of Life.